# Titel
Titel (izvirno srbsko Тител, madžarsko Titel, angleško Titel/Theisshügel, latinsko Titulium) je naselje v Srbiji, ki je središče istoimenske občine; slednja pa je del Južnobačkega upravnega okraja.
Titel leži ob sotočju rek Tise in Begeja. Nad mestom je Titelski breg (110 – 130 m).

## Zgodovina
Mesto je bilo naseljeno že v času prazgodovine, v rimskem obdobju pa je bilo utrjeno. Utrdba je prvič omenjena leta 1138. 
Leta 1407 je bil Titel prvič pod srbsko oblastjo. V 15. in 16. stoletju so mestu vladali srbski despoti. Za časa Turkov je bil Titel sedež nahije Segedinskega sandžaka. 

## Demografija
V naselju, katerega izvirno (srbsko-cirilično) ime je Тител, živi 4745 polnoletnih prebivalcev, pri čemer je njihova povprečna starost 40,1 let (38,6 pri moških in 41,7 pri ženskah). Naselje ima 2019 gospodinjstev, pri čemer je povprečno število članov na gospodinjstvo 2,92.
To naselje je, glede na rezultate popisa iz leta 2002, v glavnem srbsko, a v času zadnjih treh popisov je opazno zmanjšanje števila prebivalcev.
|  |

| Demografija | Demografija     | Demografija     |
| Leto        | Št. prebivalcev | Št. prebivalcev |
| ----------- | --------------- | --------------- |
|             |                 |                 |
|             |                 |                 |
|             |                 |                 |
|             |                 |                 |
| 1948        | 5650            |                 |
| 1953        | 5481            |                 |
| 1961        | 5717            |                 |
| 1971        | 5957            |                 |
| 1981        | 6227            |                 |
| 1991        | 6007            | 5870            |
| 2002        | 6034            | 5894            |
|             |                 |                 |

| Etnična sestava po popisu iz leta 2002 | Etnična sestava po popisu iz leta 2002 | Etnična sestava po popisu iz leta 2002 | Etnična sestava po popisu iz leta 2002 | Etnična sestava po popisu iz leta 2002 |
| -------------------------------------- | -------------------------------------- | -------------------------------------- | -------------------------------------- | -------------------------------------- |
| Srbi                                   | Srbi                                   |                                        | 4.180                                  | 70,91%                                 |
| Madžari                                | Madžari                                |                                        | 582                                    | 9,87%                                  |
| Jugoslovani                            | Jugoslovani                            |                                        | 250                                    | 4,24%                                  |
| Hrvati                                 | Hrvati                                 |                                        | 115                                    | 1,95%                                  |
| Slovaki                                | Slovaki                                |                                        | 103                                    | 1,74%                                  |
| Romi                                   | Romi                                   |                                        | 73                                     | 1,23%                                  |
| Makedonci                              | Makedonci                              |                                        | 47                                     | 0,79%                                  |
| Črnogorci                              | Črnogorci                              |                                        | 26                                     | 0,44%                                  |
| Nemci                                  | Nemci                                  |                                        | 12                                     | 0,20%                                  |
| Bolgari                                | Bolgari                                |                                        | 12                                     | 0,20%                                  |
| Rusi                                   | Rusi                                   |                                        | 8                                      | 0,13%                                  |
| Slovenci                               | Slovenci                               |                                        | 7                                      | 0,11%                                  |
| Rusini                                 | Rusini                                 |                                        | 7                                      | 0,11%                                  |
| Romuni                                 | Romuni                                 |                                        | 6                                      | 0,10%                                  |
| Albanci                                | Albanci                                |                                        | 6                                      | 0,10%                                  |
| Muslimani                              | Muslimani                              |                                        | 4                                      | 0,06%                                  |
| Ukrajinci                              | Ukrajinci                              |                                        | 1                                      | 0,01%                                  |
| Bunjevci                               | Bunjevci                               |                                        | 1                                      | 0,01%                                  |
| Bošnjaki                               | Bošnjaki                               |                                        | 1                                      | 0,01%                                  |
| Neznano                                | Neznano                                |                                        | 94                                     | 1,59%                                  |